# سيسيليا سواريز
سيسيليا سواريز (بالإسبانية: Cecilia Suárez)‏ هي ممثلة مكسيكية، ولدت في 22 نوفمبر 1971 بتامبيكو في المكسيك.

## وصلات خارجية
- سيسيليا سواريز على موقع IMDb (الإنجليزية)
- سيسيليا سواريز على موقع قاعدة بيانات الأفلام السويدية (السويدية)
- سيسيليا سواريز على موقع قاعدة بيانات الفيلم (الإنجليزية)